# تدميج توفيق المنحنيات
ضغط توفيق المنحنيات هو ضغط بيانات يُنجز باستبدال البيانات حتى تُخزن أو تُنقل من خلال تعبير تحليلي.

## نبذة
فالأمثلة على ضغط توفيق المنحنيات المتكون من عملية التقطيع وعملية الاستيفاء تتمثل في:
- التجزيء لانحناء مستمر إلى شرائح تتكون من سلاسل ذات خط مستقيم وتحديد الميل، والتقاطع، والنطاق لكل شريحة
- استخدام عبارة رياضية، كمتعددة الحدود أو دالة مثلثية، ونقطة واقعة على الميل المطابق عوضا عن تخزين أو نقل كامل الميل البياني أو مجموعة النقاط الواقعة عليه.